# Lilium 'Guinea Gold'
Lilium 'Guinea Gold' — сорт лилий раздела Мартагон гибриды по классификации третьего издания Международного регистра лилий.

## Биологическое описание
Высота около 120—150 см. 
Бутоны розовые. Цветки жёлтые с тёмно-коричневыми пятнышками. 
Сорт похож на 'Mary Liss' и 'Sunny Morning'. Отличается характером пятнистости лепестков.

## В культуре
См.: статью Мартагон гибриды.